# Mepachymerus nigricornis
Mepachymerus nigricornis är en tvåvingeart som först beskrevs av Lamb 1917.  Mepachymerus nigricornis ingår i släktet Mepachymerus och familjen fritflugor. Inga underarter finns listade i Catalogue of Life.